# Resolució 2106 del Consell de Seguretat de les Nacions Unides
La Resolució 2106 del Consell de Seguretat de les Nacions Unides fou adoptada per unanimitat el 24 de juny de 2013. El Consell exigia sancions contra els perpetradors de violència sexual en situacions de conflicte i la fi de la impunitat que prevalia en aquest sentit.

## Antecedents
Zainab Bangura, Representant Especial de les Nacions Unides sobre la Violència Sexual en Conflicte, va dir que treballaria per enviar consellers en el camp de la protecció de les dones. També es va lamentar que a Bòsnia i Hercegovina, per exemple, vint anys després de les guerres iugoslaves, només uns pocs responsables havien estat condemnats. A Uganda hi va haver lleis d'amnistia sota les quals foren alliberats els autors, mentre que en altres països africans el problema era tan extens que el sistema legal d'aquests països mai no podia tractar-lo. En la seva qualitat de enviada especial de l'Alt Comissionat de les Nacions Unides per als Refugiats, l'actriu Angelina Jolie també va donar testimoniatge sobre les seves trobades amb víctimes de violència sexual.

## Observacions
La implementació de la Resolució 1960 a partir de 2010 per prevenir la violència sexual durant els conflictes armats va ser difícil. Una declaració sobre el tema es va aprovar a la cimera del G8 a l'abril de 2013.
El judici dels delictes sexuals i l'abordatge de les seves causes a nivell nacional eren crucials. A més, calia tallar els mites que la causa de la violència sexual en els conflictes era un fenomen cultural, una conseqüència inevitable de la guerra o un delicte menys greu. La igualtat de gènere i la lluita contra totes les formes de violència contra la dona també eren de gran importància a llarg termini. La violència sexual és un obstacle per la pau i el desenvolupament després d'un conflicte.

## Actes
La violència sexual pot, si s'utilitza com a tàctica de guerra, fracassar i allargar encara més un conflicte armat. També dificulta la restauració de la pau. Per tant, la prevenció d'aquests és de gran importància, i l'aportació de la dona és essencial. La violència sexual pot ser un crim contra la humanitat i és un crim de guerra en temps de guerra. S'ha continuat la lluita contra la impunitat imperant a aquest respecte. A més, s'han de desplegar més assessors en matèria de protecció de la dona de conformitat amb la Resolució 1888.
El Consell de Seguretat va reiterar la seva exigència de que totes les parts implicades en un conflicte armat deixessin de cometre violència sexual i que els seus líders ho prohibissin i ho castiguessin clarament. A més, la violència sexual en acords d'alto el foc havia d'incloure's com a acte prohibit i les sancions específiques havien de ser imposades contra els culpables.